# 도라발테아강
도라발테아강(이탈리아어: Dora Baltea [ˈdɔːra ˈbaltea][*]) 또는 '두아르발테강'(프랑스어: Doire Baltée [dwaʁ balte][*])는 이탈리아 북서부에 있는 강이다. 포강의 왼쪽 지류이며, 길이는 약 170 km이다.

## 이름

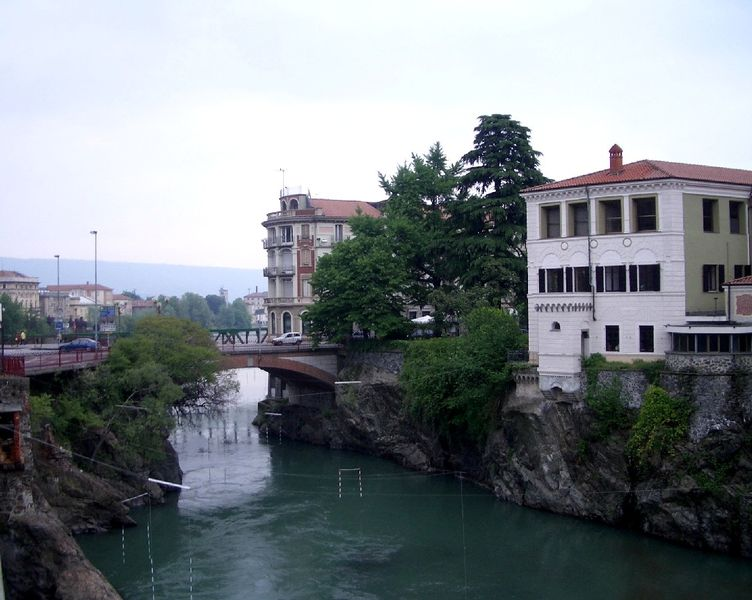
이브레아 근교의 강

강의 라틴어 이름은 두리아 마이어(Duria maior), 두리아 발티카(Duria Baltica) 또는 두리아 바우티카(Duria Bautica)였다. 스트라보는 그리스어로 도우리아스(Δουριας)라고 불렀다. Duria라는 이름은 Douro / Duero와 같은 많은 유럽 강 이름에서 발견되는 켈트어 어근 * dubr- (‘흐름’)에서 온 것이다. 인도유럽조어 * dʰew- (‘흐름’)에서 파생된다. 두 번째 부분은 일리리아어 어근 * balta ("늪, 습지, 백토")에서 파생될 수 있다.

## 지리
이 강은 발페레트(Val Ferret)의 프레드바 빙하가 공급하는 도라 디 페레트(Dora di Ferret)와 발베니(Val Veny)의 미아게 빙하와 브렌바 빙하가 공급하는 도라 디 베니의 합류점으로 몽블랑에 의해 시작된다.
그것이 아오스타 계곡을 가로지르면서 도라 발테아강은 아오스타시(Buthier가 그곳으로 들어가는 곳)를 통과하고 낮은 아오스타 계곡의 모든 주요 도시인 샤티용(Châtillon), 세인트-빈센트(Saint-Vincent), 베레(Verrès) 및 퐁생마르탱(Pont-Saint-Martin) 근처를 흐른다. 피에몬테주에 진입한 후 이브레아시와 카네베세의 상당 부분을 지나 오른쪽에서 치우셀라강의 수역을 거쳐 키바소에서 약간 하류에 있는 크레센티노의 포강에 도달한다.

## 기타
급류 래프팅과 카약을 즐기기 좋은 곳이다. 초여름인 5월과 6월에 강은 일반적으로 산에서 녹은 눈으로 수위가 높다. 7월, 8월, 9월에는 일반적으로 수위가 낮아지고 온도가 따뜻해진다.